# 61190 Johnschutt
61190 Johnschutt è un asteroide della fascia principale. Scoperto nel 2000, presenta un'orbita caratterizzata da un semiasse maggiore pari a 2,2051629 UA e da un'eccentricità di 0,0681224, inclinata di 5,08022° rispetto all'eclittica.